# Missió de les Nacions Unides al Nepal
La Missió de les Nacions Unides al Nepal (UNMIN) fou establerta el 23 de febrer de 2007 per la resolució 1796 del Consell de Seguretat de les Nacions Unides. Arran de l'acord Acord global de pau, signat el 21 de novembre de 2006 entre el govern de Nepal i el Partit Comunista de Nepal (Maoista) a la fi de la Guerra Civil Nepalesa, les Nacions Unides van rebre una petició d'assistència, i establiren la missió política UNMIN per supervisar el desarmament dels rebels maoistes i els preparatius per a les eleccions assemblea constituent en 2007.
El 2009 es va renovar el mandat, però amb una retirada gradual del personal de la UNMIN, en línia amb un informe del Secretari General. Aprovant la Resolució 1909 (2010), el Consell de Seguretat esperava acabar amb la UNMIN abans del 15 de maig de 2010.
El Representant Especial del Secretari General que dirigí la missió abans de la renovació del mandat de 2009 va ser Ian Martin. Va donar la seva informació final al Consell de Seguretat el gener de 2009 i fou substituït per Karin Landgren.
La UNMIN cessà les operacions el 15 de gener de 2011.